# Lacuna musculorum et vasorum
Die Lacuna musculorum (lat.: Muskelpforte) und die Lacuna vasorum (lat.: Gefäßpforte) sind Durchtrittsstellen für Arterien, Venen, Nerven und Muskeln, die unter dem Leistenband (Ligamentum inguinale) verlaufen und den Oberschenkel versorgen.

## Lage und Begrenzungen

### Muskelpforte
Die Muskelpforte hat einen dreieckigen Querschnitt. Bauchwärts (ventral) wird sie vom Leistenband, rückenwärts (dorsal) vom Oberrand des Darmbeines (Os ilium) begrenzt. Die zur Mitte gerichtete (mediale) Begrenzung bildet das bogenförmige Band, das sich zwischen dem Leistenband und der Knochenerhebung (Eminentia iliopubica) des Hüftknochens (Os coxae) ausspannt (Arcus iliopectineus). Dieser Bogen grenzt die Muskelpforte von der Gefäßpforte ab.

### Gefäßpforte
Bauchwärts wird die Gefäßpforte vom Leistenband, rückenwärts vom Oberrand des Schambeines (Os pubis) begrenzt. Die seitliche (laterale) Begrenzung bildet das bogenförmige Band. Dieser Bogen grenzt die Gefäßpforte von der Muskelpforte ab. Die zur Mitte gerichtete Begrenzung der Gefäßpforte bildet das Pfortenband (Ligamentum lacunare).

## Inhalte

### Muskelpforte
Durch die Muskelpforte verlaufen der seitliche Oberschenkelhautnerv (Nervus cutaneus femoris lateralis), der Oberschenkelnerv (Nervus femoralis) und der Lenden-Darmbeinmuskel (Musculus iliopsoas).

### Gefäßpforte
In der Gefäßpforte verlaufen in einer gemeinsamen Gefäßscheide die Oberschenkelarterie (Arteria femoralis), deren Puls tastbar ist, die Oberschenkelvene (Vena femoralis) und der Oberschenkelast (Ramus femoralis) des Nervus genitofemoralis. Darüber hinaus finden sich hier Lymphknoten und Lymphgefäße wie z. B. der Rosenmüller-Lymphknoten. Der größte Teil der Gefäßpforte ist durch Fett- und Bindegewebe ausgefüllt. Der zur Mitte gerichtete Teil der Gefäßpforte wird auch als Schenkelring (Anulus femoralis) bezeichnet und kann zur inneren Bruchpforte einer Oberschenkelhernie werden. Er ist durch die Oberschenkelscheidewand (Septum intermusculare femoris laterale), einen Teil der inneren Muskelbinde (Faszie) der Bauchwand (Fascia transversalis abdominis) verschlossen.

## Erste Hilfe
Bei starken Blutungen im Beinbereich, die oft eine lebensgefährliche Situation darstellen, wird die Oberschenkelarterie im Rahmen der Ersten Hilfe durch hohen Druck gegen die Knochenstrukturen des Schambeins abgedrückt, um ein Verbluten zu verhindern.